# Witch Hunter
Witch Hunter (en coréen : 치헌터) est un manhwa écrit et dessiné par Cho Jung-man. Il est prépublié depuis 2005 dans le magazine Super Champ de l'éditeur coréen Daiwon C.I., et a été compilé en quinze tomes en septembre 2013. La version française est éditée par Ki-oon.

## Histoire
L'humanité est oppressée par les sorcières qui, aidées de leurs fidèles supporters, éliminent scrupuleusement les derniers foyers de résistance. Acculés, les survivants se rassemblent désespérément derrière des combattants aux pouvoirs extraordinaires, seuls capables de rivaliser avec les sorcières et leurs serviteurs démoniaques : les Witch Hunters.
Bien que figurant parmi l'élite des chasseurs, Tasha Godspell ne peut se résigner à haïr ces monstres de cruauté, poursuivant un objectif aussi dangereux que personnel. Il n'aspire véritablement qu'à retrouver la sorcière rouge Aria Godspell, sa propre sœur et la ramener à la raison.

## Personnages
La plupart des informations personnelles des personnages (âge, date de naissance, etc.) sont tirées des bonus publiés à la fin des volumes 2 et 3.
Tasha Godspell
- Âge : 16 ans
- Date de naissance : 3 avril (signe du bélier)
- Groupe sanguin : O
- Taille : 170 cm
- Poids : 57 kilos
- Hobbies : le ménage, la cuisine et faire ses comptes
- Il aime : l'argent mais surtout les objets gratuits, voyager seul et aussi halloween
- Il déteste : les missions peu rentables
- Armes : Colt custom, Desert Eagle custom, Colt Custom Gold, Colt Custom Longaction...
- Supporter : Halloween
- Techniques : champ magique Battlefield la chanson de moira  la lance de moira

Witch Hunter de classe A du département de l'Ouest, il est surnommé le tireur d'élite par ses pairs à cause des deux pistolets qu'il a appris à manier sous la tutelle de la sorcière blanche Idia Florence. Si son Colt custom est déjà une arme redoutable, les balles tirées par son Desert Eagle custom ont, selon Xing, le même pouvoir de destruction que dix mille balles de Colt custom réunies. Fait exceptionnel pour un chasseur, il peut faire usage de la magie grâce à sa bourse magique et invoquer Halloween, son supporter à tête de citrouille avec lequel il peut communiquer par télépathie. Lorsqu'il exécute sa technique spéciale Battlefield, il est capable de détecter la température corporelle, la puissance de frappe voire le degré d'hostilité des adversaires qui se trouvent à proximité. La précision de ses tirs avoisine alors les 100 %. Tasha utilise la chanson de Moira à la toute fin du tome 7. Il fait appel aux trois déesses du destin, Atropos, Lachésis et Clotho, celles-ci chantent le chant du destin ce qui a pour effet de créer un Battlefield si grand que même Taras ne peut en détecter la superficie. De plus, les cheveux de Tasha deviennent noirs (ce qui serait en fait leur couleur d'origine) et le chant semble décupler la puissance de Tasha puisque son uniforme devient blanc (Classe S).
Tasha s'engage volontiers dans n'importe quel conflit du moment que cela peut servir ses intérêts... financiers de préférence. Au grand dam de ses camarades Xing, Monica et Taras. Il essaie tant bien que mal de cacher ses véritables sentiments derrière un caractère vénal délibérément provocateur et un comportement de solitaire endurci. Sa petite sœur Aria a rejoint le camp des sorcières dans des circonstances encore mystérieuses en laissant à son frère une malédiction dont on ne sait encore rien si ce n'est qu'elle le tuera au bout d'un an. Dans le tome 4, East fait référence à la technique « La lance de la moira », qui d'après elle serait dévastatrice mais également très dangereuse pour son utilisateur. Les cheveux de Tasha sont blancs à l'image de son maître, ce n'est apparemment pas leur véritable couleur. Il serait lié à la sorcière du nord et Variette qui semblent vouloir l'utiliser et le surveiller pour une raison inconnue.
Halloween ou Mordred
Armes : Lames du Yin et du Yang
Halloween, la marionnette maudite, est le supporter de Tasha. S'ils se disputent régulièrement et en viennent souvent aux mains, ils éprouvent cependant une grande affection l'un envers l'autre. Pour l'instant, Halloween ne dispose que de deux lames courtes pour se battre, l'une abritant le Yin, l'autre le Yang. Si elles ne se sont jamais montrées très efficaces, elles peuvent néanmoins se régénérer lorsqu'elles se brisent. Enfin, deux petits cadenas scellant ses pouvoirs sont attachés autour de son cou et seule une balle magique est capable de les ouvrir.
À la fin du Tome 3, Tasha, qui se trouve dans une situation critique, tire la balle magique « Restauration of the Truth » qui libère alors l'un des deux sceaux de Halloween. La véritable forme d'Halloween est une jeune fille très forte.
Aria Godspell
- Âge : 14 ans
- Date de naissance : 7 mars (signe du poisson)
- Groupe sanguin : B
- Taille : 150 cm
- Poids : 38 kilos
- Hobbies : collectionner les objets mignons (vêtements et accessoires)
- Elle aime : tous les cadeaux de son frère
- Elle déteste : tous ceux qui s'interposent entre elle et son frère
- Supporter : Isis

Souvent appelée sorcière rouge d'après la couleur de ses vêtements, aucun Witch Hunter (sauf Xing) ne s'est encore rendu compte de sa véritable identité. Il semblerait qu'elle soit responsable de la mort de son père ainsi que de la malédiction qui pèse sur son frère. Bien qu'elle apparaisse affaiblie à Mountainville, ses pouvoirs ont suffi à vaincre Idia Florence, le mentor de Tasha. Elle est accompagnée de soucoupes magiques servant aussi bien à l'attaque qu'à la défense et possédant chacune un pouvoir équivalent à celui d'un Witch Hunter de catégorie A. Par ailleurs, elle est au centre d'un conflit entre deux des quatre grandes sorcières East et North, l'une voulant l'éliminer, l'autre s'approprier ses pouvoirs ou la manipuler.
Xing Bairong
- Âge : 20 ans
- Date de naissance : 16 février (signe du verseau)
- Groupe sanguin : AB
- Taille : 185 cm
- Poids : 67 kilos
- Hobbies : collectionner les lunettes de soleil
- Il aime : les jolies filles
- Il déteste : les hommes (mais il fait une exception pour Tasha)
- Armes : ses poings
- Techniques : Poing éclair, Poing de l'empereur furieux, L'éclair naissant

Xing Bairong est également un Witch Hunter de catégorie A. Son surnom de poing éclair n'est autre que le nom de la technique qu'il emploie le plus souvent pour triompher de ses ennemis. Dragueur invétéré selon les dires de ses coéquipières, il a pour principe de ne jamais partir en mission avec un membre de la gent masculine à l'exception de Tasha. Sa rapidité, sa puissance et son endurance en font néanmoins un allié des plus précieux. C'est l'agent envoyé par la Centrale à Mountainville en réponse au code help de Tasha.
Tarras Doberg
- Âge : 20 ans
- Date de naissance : 20 décembre (signe du sagittaire)
- Groupe sanguin : A
- Taille : 180 cm
- Poids : 65 kilos
- Hobbies : le jardinage
- Il aime : les compliments et les plantes
- Il déteste : être ignoré
- Techniques : Boule de terre, Pluie de terre, Boucliers de la terre,Traqueur de la terre, Marais de la terre, Fleur de terre,Danse de la terre (inutilisé)

Tarras est un célèbre Witch Hunter de classe A issu d'une longue lignée de prêtres et appartenant au groupe des shamans. Son aptitude à commander les esprits de la terre lui a valu le surnom de « bienfaiteur de la terre ». Étant très égocentrique et imbu et lui-même, c'est à contrecœur qu'il accepte de collaborer avec Tasha et Xing à la suite de sa cuisante défaite contre la sorcière rouge. Sa polyvalence et le large éventail des techniques qu'il maîtrise lui permettent de lutter efficacement en toutes circonstances à condition qu'il reste sur la terre ferme. Grâce au Traqueur de la terre, il peut repérer toute source de magie près du sol dans un rayon de 5 kilomètres.
Monica
- Âge : 15 ans
- Date de naissance : 11 juillet (signe du cancer)
- Groupe sanguin : B
- Taille : 156 cm
- Poids : 42 kilos
- Hobbies : voler (c'est autant un hobby qu'une nécessité)
- Elle aime : les objets de valeur, les riches, ainsi que sa meilleure amie, rencontrée à l'orphelinat
- Elle déteste : les objets sans valeur et les pauvres
- Supporter : Pârvâti
- Techniques : magie d'annulation, absorption et renvoi

Orpheline de naissance, cette jeune fille a commencé à voler très tôt pour survivre. Alors que sa meilleure amie vient subitement de mourir de vieillesse, elle fait la connaissance de Tasha au cours d'un vol qui tourne mal. Lors de leur combat contre la sorcière responsable de tous ses maux et qui répond au nom de Vanir Gullveig, ses pouvoirs latents se révèlent et elle se lie à Pârvati, supporter d'essence divine qui se matérialise sous la forme d'un troisième œil. Son éducation à la Centrale sera prise en charge par la sorcière Eclipse Shadenon.
Eclipse Shadenon
- Âge : ?
- Date de naissance : 13 octobre (signe de la balance)
- Groupe sanguin : O
- Taille : 173 cm
- Poids : 53 kilos
- Hobbies : collectionner les meilleurs thés noirs
- Elle aime : le tea time, le thé noir et Alv
- Elle déteste : les ignares

Elle s'occupe de la formation de Monica. Elle est surnommée la sorcière à l'anneau d'or.
Alv Bronte
- Âge : ?
- Date de naissance : 1er juillet (signe du cancer)
- Groupe sanguin : AB
- Taille : 138 cm
- Poids : 30 kilos
- Hobbies : faire apparaître des objets en se servant de ses pouvoirs magiques
- Elle aime : le tea time, le thé au lait et Eclipse
- Elle déteste : les ennemis d'Eclipse

Elle ne peut apparemment pas faire de magie, mais utilise ses pouvoirs pour faire apparaitre des objets en or.. Elle est surnommée la sorcière au casque d'or.
Words Blondy Von Worth
- Age : 23 ans
- Date de naissance : 29 août (signe de la vierge)
- Groupe sanguin : AB
- Taille : 188 cm
- Poids : 68 kilos
- Hobbies : la lecture et les bons vins
- Il aime : les beaux bandeaux, les grands crus, les bibliothèques et la chasse aux sorcières
- Il déteste : les sorcières et leurs partisans

Il utilise une magie de gravitation mais il perd tous ses pouvoirs s'il s'éloigne du département de l'Ouest et il fait partie de la classe des Witch Hunter mutants puisque l'œil qu'il cache sous un bandeau a fait l'objet de sombres expériences de la part des sorcières. Il est surnommé le parano devant l'éternel.
Cooga Kunein
- Age : 16 ans
- Date de naissance : 2 août (signe du lion)
- Groupe sanguin : B
- Taille : 164 cm
- Poids : 55 kilos
- Hobbies : la confection des chapeaux (c'est un passionné d'accessoires de mode)
- Il aime : les chapeaux, la mode et Words (son idole)
- Il déteste : les sorcières et Tasha

Cooga est l'acolyte de Words. Bien que dotés de tempérament radicalement différents, ces deux-là s'entendent comme larrons en foire (Cooga a une grande admiration pour son ami). Il est aussi le grand rival de Tasha qui le nargue sur sa petite taille. Il est surnommé le serviteur de son maître.

## Manhwa

### Fiche technique
- Édition coréenne : Daiwon C.I.
  - Auteur : Cho Jung-man
  - Nombre de volumes sortis : 23 (en cours)
  - Date de première publication : février 2006
  - Prépublication : Super Champ, 2005
- Éditions francophone : Ki-oon
  - Nombre de volumes sortis : 23 (en cours)
  - Date de première publication : avril 2008
  - Format : 115 mm × 175 mm

### Liste des volumes et chapitres
| no | Japonais          | Japonais      | Français          | Français          |
| no | Date de sortie    | ISBN          | Date de sortie    | ISBN              |
| --- | ----------------- | ------------- | ----------------- | ----------------- |
| 1 | 15 février 2006   | 9788925234656 | 10 avril 2008     | 978-2-35592-006-6 |
| Liste des chapitres : - Une sorcière peut en cacher une autre - Help - La chasse aux sorcières - L’ombre du Désespoir                                                                            |                   |               |                   |                   |
| 2 | 30 mai 2006       | 9788925234663 | 26 juin 2008      | 978-2-35592-016-5 |
| Liste des chapitres : - Le fil rouge - Le poing éclair - Encore une sorcière - Une déesse pour supporter                                                                                         |                   |               |                   |                   |
| 3 | 30 septembre 2006 | 9788925233192 | 21 août 2008      | 978-2-35592-026-4 |
| Liste des chapitres : - La gare - Des preuves accablantes - Le jardin des secrets - Le sceau |                   |               |                   |                   |
| 4 | 30 janvier 2007   | 9788925244624 | 23 octobre 2008   | 978-2-35592-037-0 |
| Liste des chapitres : - La puissance et la vitesse - La bourse magique - Fin de la partie - Le pacte de destruction                                                                              |                   |               |                   |                   |
| 5 | 9 juillet 2007    | 9788925234588 | 11 décembre 2008  | 978-2-35592-045-5 |
| Liste des chapitres : - La sorcière qui n’existait pas - Li, Yue et Xing - Le complot - Le chemin qui mène au trône                                                                              |                   |               |                   |                   |
| 6 | 18 décembre 2007  | 9788925244631 | 26 février 2009   | 978-2-35592-053-0 |
| Liste des chapitres : - Le convoi d'urgence - La pièce maîtresse - Les agents de catégorie blanche - L’entendement humain                                                                        |                   |               |                   |                   |
| 7 | 27 juin 2008      | 9788925230719 | 25 juin 2009      | 978-2-35592-075-2 |
| Liste des chapitres : - Abîme - Le test - Le traître - Retrouvailles - Révélation - La rose éternelle - Le chant du destin                                                                       |                   |               |                   |                   |
| 8 | 19 février 2009   | 9788925240725 | 27 août 2009      | 978-2-35592-087-5 |
| Liste des chapitres : - Let it snow - Une seule exigence - Une magie de nature identique - Les huit cimes d'Arès - Sorella - Les chevaliers de la table ronde - L'attaque surprise des sorcières |                   |               |                   |                   |
| 9 | 28 septembre 2009 | 9788925250298 | 10 décembre 2009  | 978-2-35592-115-5 |
| Liste des chapitres : - Une question de classe - Une affaire de puissance - L’alimentation en magie - Un être cher - La mémoire emprisonnée - Le choix - L’œuf originel - Tania Doberg           |                   |               |                   |                   |
| 10 | 9 avril 2010      | 9788925260297 | 23 septembre 2010 | 978-2-35592-199-5 |
| Liste des chapitres : - Une fausse vérité - Une supériorité absolue - Le retour - L'exigence de Merlin - La fin du pacte - Le souverain du passé et le souverain du présent                      |                   |               |                   |                   |
| 11 | 18 octobre 2010   | 9788925269450 | 10 février 2011   | 978-2-35592-243-5 |
| Liste des chapitres : - Le poing de l'empereur furieux - Ingratitude - La sorcière qui avait le pouvoir de commander aux WH - La face cachée de Bi Seol - Le bienfaiteur de la terre             |                   |               |                   |                   |
| 12 | 29 juin 2011      | 9788925279244 | 13 octobre 2011   | 978-2-35592-341-8 |
| Liste des chapitres : - Le temps suspendu - L'imposture - Fleur de neige assassine - Deux ans de bonheur - Confrontation - La chute - Xing Bairong-1                                             |                   |               |                   |                   |
| 13 | 28 février 2012   | 9788925295459 | 14 juin 2012      | 978-2-35592-401-9 |
| Liste des chapitres : - Le masque - Les crocs du dragon blanc - Haine - Li le supporteur - Adieu, chers frère - Le nom de Xing - Ce qui n'est pas négociable                                     |                   |               |                   |                   |
| 14 | 21 novembre 2012  | 9788925261812 | 25 avril 2013     | 978-2-35592-519-1 |
| Liste des chapitres : - Evasion - Tasha contre Words - Le meilleur agent de classe A - Une nuit au royaume de Bretagne - East passe à l'attaque ! - La fin justifie les moyens - Pour la patrie  |                   |               |                   |                   |
| 15 | 27 septembre 2013 | 9788968226403 | 12 décembre 2013  | 978-2-35592-609-9 |
| Liste des chapitres : - Que l'entraînement commence ! - Les merveilles de wonderland - Rencontre au sommet - Entraînement intensif - Travail d'équipe - Un conseil d'ami - Un amour artificiel   |                   |               |                   |                   |